# しんぶん赤旗評論特集版
しんぶん赤旗評論特集版（しんぶんあかはたひょうろんとくしゅうばん）は、日本共産党中央委員会がかつて発行していた日本語の週刊機関紙である。
1977年3月28日『赤旗 評論特集版』創刊。1997年4月7日、1049号より『しんぶん赤旗 評論特集版』に改題。1998年3月30日、1098号をもって刊行終了、廃刊。
党の政策・見解、党幹部や知識人・文化人の論文などが掲載された。臨時増刊号が発行され、党大会に向けて全党員対象に募った意見が集中掲載されることもあった。